# McGrath (Minnesota)
McGrath è un comune degli Stati Uniti d'America, situato nello Stato del Minnesota, nella Contea di Aitkin.